# François Maupu

Bischofswappen

François Paul Marie Maupu (* 30. August 1939 in Neuville-aux-Bois, Département Loiret, Frankreich) ist emeritierter Bischof von Verdun.

## Leben
François Maupu empfing am 20. Dezember 1964 die Priesterweihe und wurde in das Bistum Orléans inkardiniert. Nach weiteren Studien in Orléans und an der Sorbonne lehrte er als Professor am Priesterseminar in Orléans. Von 1989 bis 1997 war er Generalvikar in Orléans.
Papst Johannes Paul II. ernannte ihn am 9. März 2000 zum Bischof von Verdun. Die Bischofsweihe spendete ihm der Bischof von Soissons, Marcel Herriot, am 30. April desselben Jahres; Mitkonsekratoren waren Yves Patenôtre, Bischof von Saint-Claude, und Gérard Daucourt, Bischof von Orléans. Sein Wahlspruch ist Vivus est enim Dei sermo.
Papst Franziskus nahm am 3. Juli 2014 seinen altersbedingten Rücktritt an.